# 挪威流亡武装力量
挪威流亡武装力量（挪威語：Utefronten）是第二次世界大战期间，德国占领挪威后，来到英国、加拿大等同盟國国家继续抵抗轴心国势力的挪威国家武装力量残余部分。

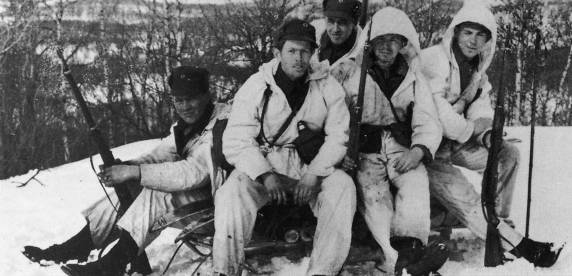
1940年5月，挪威的士兵们在纳尔维克前线

。

## 陸軍
与海空军不同，挪威陆军无法较为容易地撤退，德军入侵挪威后，挪威陆军基本全军都留在了本土。他们中的一部分人在后来成了挪威抵抗组织成员，繼續抵抗德國，直到1945年5月挪威擺脫德國統治。
在英挪威官兵组成了挪威第1独立连、第10 （盟軍）突击队第5队等部队。流亡英国的年月里，挪威陆军之大部官兵都服役于这些单位。

## 海军
撤到英国的挪海军部队在接下来的几年里逐渐扩大了规模。诺曼底登陆当天，参加诺曼底登陆的挪海军部队共有10艘舰船和1000名水兵。
整个第二次世界大戰期间，挪海军共调遣过118艘舰船；至战争结束时，共有58艘舰船和7500名官兵服役于挪海军。